# Sztárban sztár (negyedik évad)
A Sztárban sztár című zenés show-műsor negyedik évadja 2016. szeptember 11-én vette kezdetét a TV2-n.
A műsor indulását 2016. május 10-én jelentette be a TV2-csoport. A zsűriben Havas Henrik helyett ismét Hajós András foglalt helyet – Bereczki Zoltán, Majoros Péter és Liptai Claudia mellett. A műsorvezető változatlanul Till Attila volt. A nézők ezúttal is a TV2 Live mobilapplikáción keresztül adhatták le voksaikat az énekesekre. Liptai Claudia terhessége miatt az ötödik adásban volt utoljára látható a zsűriben, helyét Ábel Anita vette át az évad végéig.
Az évad tíz részes volt, vasárnaponként sugározta a TV2. A döntőre 2016. november 13-án került sor, ahol a negyedik széria győztese Veréb Tamás lett, így ő nyerte el „Magyarország legsokoldalúbb előadóművésze” címet 2016-ban. Az évad során összesen 95 produkciót és 122 átalakulást láthattak a nézők.

## Versenyzők
| - Homonnay Zsolt - Kefir - Kocsis Tibor - Mészáros Árpád Zsolt - Vásáry André - Veréb Tamás | - Király Linda - Kozma Orsi - Muri Enikő - Nagy Adri - Polyák Lilla - Radics Gigi |

## Összesített eredmények
| – Az előadó továbbjutott                          |
| – A két legkevesebb szavazattal rendelkező előadó |
| – Az előadó kiesett                               |

| #   | Előadó               | 1. adás (szeptember 11.) | 2. adás (szeptember 18.) | 3. adás (szeptember 25.) | 4. adás (október 2.)  | 5. adás (október 9.)  | 6. adás (október 16.) | 7. adás (október 23.) | 8. adás (október 30.) | 9. adás (november 6.) | 10. adás (november 13.) |
| --- | -------------------- | ------------------------ | ------------------------ | ------------------------ | --------------------- | --------------------- | --------------------- | --------------------- | --------------------- | --------------------- | ----------------------- |
| 1.  | Veréb Tamás          | Továbbjutott             | Továbbjutott             | Továbbjutott             | Továbbjutott          | Továbbjutott          | Továbbjutott          | Továbbjutott          | Továbbjutott          | 1. helyezett          | 1. helyezett a döntőben |
| 2.  | Kocsis Tibor         | Továbbjutott             | Továbbjutott             | Továbbjutott             | Továbbjutott          | Továbbjutott          | Továbbjutott          | Továbbjutott          | Továbbjutott          | 2. helyezett          | 2. helyezett a döntőben |
| 3.  | Nagy Adri            | Továbbjutott             | Továbbjutott             | Továbbjutott             | Továbbjutott          | Továbbjutott          | Utolsó kettő          | Továbbjutott          | Továbbjutott          | 3. helyezett          | 3. helyezett a döntőben |
| 4.  | Muri Enikő           | Továbbjutott             | Továbbjutott             | Továbbjutott             | Továbbjutott          | Továbbjutott          | Továbbjutott          | Továbbjutott          | Utolsó kettő          | 4. helyezett          | 4. helyezett a döntőben |
| 5.  | Polyák Lilla         | Utolsó kettő             | Továbbjutott             | Továbbjutott             | Továbbjutott          | Utolsó kettő          | Továbbjutott          | Utolsó kettő          | Utolsó kettő          | Kiesett a 8. adásban  | Kiesett a 8. adásban    |
| 6.  | Vásáry André         | Továbbjutott             | Utolsó kettő             | Továbbjutott             | Utolsó kettő          | Továbbjutott          | Továbbjutott          | Utolsó kettő          | Kiesett a 7. adásban  | Kiesett a 7. adásban  | Kiesett a 7. adásban    |
| 7.  | Radics Gigi          | Továbbjutott             | Továbbjutott             | Továbbjutott             | Továbbjutott          | Továbbjutott          | Utolsó kettő          | Kiesett a 6. adásban  | Kiesett a 6. adásban  | Kiesett a 6. adásban  | Kiesett a 6. adásban    |
| 8.  | Kozma Orsi           | Továbbjutott             | Továbbjutott             | Utolsó kettő             | Továbbjutott          | Utolsó kettő          | Kiesett az 5. adásban | Kiesett az 5. adásban | Kiesett az 5. adásban | Kiesett az 5. adásban | Kiesett az 5. adásban   |
| 9.  | Homonnay Zsolt       | Továbbjutott             | Továbbjutott             | Továbbjutott             | Utolsó kettő          | Kiesett a 4. adásban  | Kiesett a 4. adásban  | Kiesett a 4. adásban  | Kiesett a 4. adásban  | Kiesett a 4. adásban  | Kiesett a 4. adásban    |
| 10. | Király Linda         | Továbbjutott             | Továbbjutott             | Utolsó kettő             | Kiesett a 3. adásban  | Kiesett a 3. adásban  | Kiesett a 3. adásban  | Kiesett a 3. adásban  | Kiesett a 3. adásban  | Kiesett a 3. adásban  | Kiesett a 3. adásban    |
| 11. | Kefir                | Továbbjutott             | Utolsó kettő             | Kiesett a 2. adásban     | Kiesett a 2. adásban  | Kiesett a 2. adásban  | Kiesett a 2. adásban  | Kiesett a 2. adásban  | Kiesett a 2. adásban  | Kiesett a 2. adásban  | Kiesett a 2. adásban    |
| 12. | Mészáros Árpád Zsolt | Utolsó kettő             | Kiesett az 1. adásban    | Kiesett az 1. adásban    | Kiesett az 1. adásban | Kiesett az 1. adásban | Kiesett az 1. adásban | Kiesett az 1. adásban | Kiesett az 1. adásban | Kiesett az 1. adásban | Kiesett az 1. adásban   |

## Adások

### 1. adás (szeptember 11.)
- Közös produkció: Can’t Stop the Feeling! (Justin Timberlake)

| #  | Előadó               | Dal                                            | Eredeti előadó                     | Pontozás     | Pontozás       | Pontozás        | Pontozás      | Pontozás | Eredmény     |
| #  | Előadó               | Dal                                            | Eredeti előadó                     | Hajós András | Liptai Claudia | Bereczki Zoltán | Majoros Péter | Összesen | Eredmény     |
| -- | -------------------- | ---------------------------------------------- | ---------------------------------- | ------------ | -------------- | --------------- | ------------- | -------- | ------------ |
| 1  | Kocsis Tibor         | September                                      | Maurice White (Earth, Wind & Fire) | 9            | 9              | 8               | 8             | 34       | Továbbjutott |
| 2  | Vásáry André         | Casanova                                       | Zoltán Erika                       | 10           | 9              | 7               | 8             | 34       | Továbbjutott |
| 3  | Nagy Adri            | You’re the First, the Last, My Everything      | Barry White                        | 10           | 9              | 9               | 9             | 37       | Továbbjutott |
| 4  | Muri Enikő           | Nem harap a néni                               | Szulák Andrea                      | 8            | 8              | 7               | 8             | 31       | Továbbjutott |
| 5  | Kefir                | Létezem                                        | Szikora Róbert (R-GO)              | 9            | 8              | 9               | 8             | 34       | Továbbjutott |
| 6  | Király Linda         | One Night Only                                 | Jennifer Hudson                    | 10           | 10             | 10              | 10            | 40       | Továbbjutott |
| 7  | Mészáros Árpád Zsolt | Have You Ever Seen the Rain                    | Rod Stewart                        | 8            | 8              | 8               | 8             | 32       | Kiesett      |
| 8  | Veréb Tamás          | Szállok a dallal                               | Molnár Ferenc „Caramel”            | 10           | 10             | 10              | 10            | 40       | Továbbjutott |
| 9  | Kozma Orsi           | Valerie                                        | Amy Winehouse                      | 10           | 10             | 10              | 10            | 40       | Továbbjutott |
| 10 | Homonnay Zsolt       | I’d Do Anything for Love (But I Won’t Do That) | Meat Loaf                          | 8            | 8              | 8               | 9             | 33       | Továbbjutott |
| 11 | Polyák Lilla         | Nyugi doki!                                    | Szandi                             | 9            | 9              | 9               | 8             | 35       | Párbajozott  |
| 12 | Radics Gigi          | Szerelem utolsó vérig                          | Király Linda                       | 10           | 10             | 10              | 10            | 40       | Továbbjutott |

### 2. adás (szeptember 18.)
- Közös produkció: Cry (Sigma feat. Take That)

| #  | Előadó         | Dal                       | Eredeti előadó            | Pontozás     | Pontozás       | Pontozás        | Pontozás      | Pontozás | Eredmény     |
| #  | Előadó         | Dal                       | Eredeti előadó            | Hajós András | Liptai Claudia | Bereczki Zoltán | Majoros Péter | Összesen | Eredmény     |
| -- | -------------- | ------------------------- | ------------------------- | ------------ | -------------- | --------------- | ------------- | -------- | ------------ |
| 1  | Polyák Lilla   | Gina / Arrivederci amore  | Flipper Öcsi (Dolly Roll) | 7            | 8              | 7               | 7             | 29       | Továbbjutott |
| 2  | Muri Enikő     | Hot n Cold                | Katy Perry                | 8            | 9              | 7               | 7             | 31       | Továbbjutott |
| 3  | Kozma Orsi     | Woman in Love             | Barbra Streisand          | 7            | 9              | 8               | 8             | 32       | Továbbjutott |
| 4  | Radics Gigi    | Next to Me                | Emeli Sandé               | 8            | 8              | 9               | 8             | 33       | Továbbjutott |
| 5  | Kefir          | Ne sírj!                  | Kozso (Ámokfutók)         | 8            | 8              | 7               | 8             | 31       | Kiesett      |
| 6  | Veréb Tamás    | Treasure                  | Bruno Mars                | 10           | 10             | 9               | 9             | 38       | Továbbjutott |
| 7  | Nagy Adri      | On the Floor              | Jennifer Lopez            | 8            | 8              | 8               | 8             | 32       | Továbbjutott |
| 8  | Kocsis Tibor   | Mindenkinek van egy álma  | Harangozó Teri            | 9            | 10             | 10              | 9             | 38       | Továbbjutott |
| 9  | Homonnay Zsolt | U Can’t Touch This        | MC Hammer                 | 9            | 10             | 10              | 10            | 39       | Továbbjutott |
| 10 | Vásáry André   | Relax, Take It Easy       | Mika                      | 7            | 8              | 6               | 6             | 27       | Párbajozott  |
| 11 | Király Linda   | Who Wants to Live Forever | Freddie Mercury (Queen)   | 8            | 9              | 8               | 8             | 33       | Továbbjutott |

### 3. adás (szeptember 25.)
- Közös produkció: Sugar (Maroon 5)

| #  | Előadó         | Dal                       | Eredeti előadó                    | Pontozás     | Pontozás       | Pontozás        | Pontozás      | Pontozás | Eredmény     |
| #  | Előadó         | Dal                       | Eredeti előadó                    | Hajós András | Liptai Claudia | Bereczki Zoltán | Majoros Péter | Összesen | Eredmény     |
| -- | -------------- | ------------------------- | --------------------------------- | ------------ | -------------- | --------------- | ------------- | -------- | ------------ |
| 1  | Kozma Orsi     | Táncolj még!              | Szűcs Judith                      | 9            | 9              | 9               | 9             | 36       | Párbajozott  |
| 2  | Nagy Adri      | Without Me                | Eminem                            | 9            | 10             | 10              | 10            | 39       | Továbbjutott |
| 3  | Kocsis Tibor   | Darabokra törted a szívem | Demjén Ferenc (Bergendy-együttes) | 9            | 9              | 9               | 9             | 36       | Továbbjutott |
| 4  | Polyák Lilla   | Whenever, Wherever        | Shakira                           | 10           | 9              | 9               | 9             | 37       | Továbbjutott |
| 5  | Radics Gigi    | Thriller                  | Michael Jackson                   | 9            | 10             | 10              | 9             | 38       | Továbbjutott |
| 6  | Homonnay Zsolt | Vidéki lány vagyok        | Eszményi Viktória                 | 10           | 9              | 9               | 9             | 37       | Továbbjutott |
| 7  | Király Linda   | I’m Every Woman           | Whitney Houston                   | 10           | 9              | 9               | 10            | 38       | Kiesett      |
| 8  | Vásáry André   | Crazy                     | Cee Lo Green (Gnarls Barkley)     | 9            | 9              | 8               | 8             | 34       | Továbbjutott |
| 9  | Veréb Tamás    | Lady N                    | Korda György                      | 9            | 9              | 10              | 10            | 38       | Továbbjutott |
| 10 | Muri Enikő     | Listen                    | Beyoncé                           | 9            | 10             | 9               | 10            | 38       | Továbbjutott |

### 4. adás (október 2.)
- Közös produkció: King (Years & Years)

| # | Előadó         | Dal                        | Eredeti előadó                       | Pontozás     | Pontozás       | Pontozás        | Pontozás      | Pontozás | Eredmény     |
| # | Előadó         | Dal                        | Eredeti előadó                       | Hajós András | Liptai Claudia | Bereczki Zoltán | Majoros Péter | Összesen | Eredmény     |
| - | -------------- | -------------------------- | ------------------------------------ | ------------ | -------------- | --------------- | ------------- | -------- | ------------ |
| 1 | Homonnay Zsolt | I’m Too Sexy               | Richard Fairbrass (Right Said Fred)  | 9            | 9              | 9               | 9             | 36       | Kiesett      |
| 2 | Radics Gigi    | Rock and roller            | Kovács Kati                          | 8            | 9              | 8               | 9             | 34       | Továbbjutott |
| 3 | Nagy Adri      | Smells Like Teen Spirit    | Kurt Cobain (Nirvana)                | 10           | 9              | 9               | 9             | 37       | Továbbjutott |
| 4 | Polyák Lilla   | Sweat (A La La La La Long) | Calton Coffie (Inner Circle)         | 10           | 10             | 10              | 10            | 40       | Továbbjutott |
| 5 | Vásáry André   | Don Quijote                | Csepregi Éva (Neoton Família)        | 9            | 9              | 9               | 9             | 36       | Párbajozott  |
| 6 | Kocsis Tibor   | Gettin’ Jiggy Wit It       | Will Smith                           | 9            | 9              | 9               | 10            | 37       | Továbbjutott |
| 7 | Kozma Orsi     | Conga                      | Gloria Estefan (Miami Sound Machine) | 10           | 10             | 10              | 10            | 40       | Továbbjutott |
| 8 | Muri Enikő     | Zazie az ágyban            | Hajós András (Emil.RuleZ!)           | 10           | 10             | 10              | 10            | 40       | Továbbjutott |
| 9 | Veréb Tamás    | Hello                      | Adele                                | 9            | 9              | 8               | 8             | 34       | Továbbjutott |

### 5. adás (október 9.)
- Közös produkció: Hold My Hand (Jess Glynne)

| # | Előadó       | Dal                                            | Eredeti előadó           | Pontozás     | Pontozás       | Pontozás        | Pontozás      | Pontozás | Eredmény     |
| # | Előadó       | Dal                                            | Eredeti előadó           | Hajós András | Liptai Claudia | Bereczki Zoltán | Majoros Péter | Összesen | Eredmény     |
| - | ------------ | ---------------------------------------------- | ------------------------ | ------------ | -------------- | --------------- | ------------- | -------- | ------------ |
| 1 | Nagy Adri    | Gyere, táncolj cigánylány / Hosszú, fekete haj | Bangó Margit             | 7            | 8              | 7               | 8             | 30       | Továbbjutott |
| 2 | Kozma Orsi   | In the Summertime                              | Ray Dorset (Mungo Jerry) | 8            | 8              | 8               | 7             | 31       | Kiesett      |
| 3 | Polyák Lilla | U + Ur Hand                                    | Pink                     | 8            | 7              | 7               | 7             | 29       | Párbajozott  |
| 4 | Vásáry André | Just a Gigolo                                  | David Lee Roth           | 9            | 9              | 7               | 9             | 34       | Továbbjutott |
| 5 | Kocsis Tibor | Millió rózsaszál                               | Csongrádi Kata           | 10           | 10             | 10              | 10            | 40       | Továbbjutott |
| 6 | Veréb Tamás  | Señorita                                       | Justin Timberlake        | 9            | 10             | 10              | 10            | 39       | Továbbjutott |
| 7 | Muri Enikő   | Together Again                                 | Janet Jackson            | 9            | 9              | 10              | 9             | 37       | Továbbjutott |
| 8 | Radics Gigi  | L’amour est un oiseau rebelle                  | Maria Callas             | 10           | 10             | 10              | 10            | 40       | Továbbjutott |

### 6. adás (október 16.)
A hatodik adásban a versenyzők egy szólóprodukcióval és egy versenytársaikkal közös produkcióval léptek színpadra. A közös produkciók során kapott pontszámot az előadók egyenként is megkapták. Liptai Claudiát várandósága miatt Ábel Anita váltotta a zsűriben.
- Közös produkció: Cake by the Ocean (DNCE)

| #                | Előadó                                                     | Dal                             | Eredeti előadó                          | Pontozás     | Pontozás   | Pontozás      | Pontozás        | Pontozás | Eredmény     |
| #                | Előadó                                                     | Dal                             | Eredeti előadó                          | Hajós András | Ábel Anita | Majoros Péter | Bereczki Zoltán | Összesen | Eredmény     |
| ---------------- | ---------------------------------------------------------- | ------------------------------- | --------------------------------------- | ------------ | ---------- | ------------- | --------------- | -------- | ------------ |
| 1                | Nagy Adri                                                  | Csavard fel a szőnyeget!        | Fenyő Miklós                            | 7            | 8          | 9             | 7               | 31       | Párbajozott  |
| 2                | Radics Gigi                                                | Beautiful Girls                 | Sean Kingston                           | 10           | 10         | 9             | 8               | 37       | Kiesett      |
| 3                | Polyák Lilla                                               | Zombie                          | Dolores O’Riordan (The Cranberries)     | 10           | 9          | 9             | 8               | 36       | Továbbjutott |
| 4                | Muri Enikő                                                 | Pump It                         | will.i.am (The Black Eyed Peas)         | 10           | 10         | 10            | 10              | 40       | Továbbjutott |
| 5                | Vásáry André                                               | Legyen a Horváth kertben, Budán | Honthy Hanna                            | 10           | 9          | 10            | 10              | 39       | Továbbjutott |
| 6                | Kocsis Tibor                                               | Outside                         | George Michael                          | 9            | 9          | 9             | 9               | 36       | Továbbjutott |
| 7                | Veréb Tamás                                                | Paradise City                   | Axl Rose (Guns N’ Roses)                | 8            | 8          | 8             | 8               | 32       | Továbbjutott |
| Közös produkciók |                                                            |                                 |                                         |              |            |               |                 |          |              |
| 8                | Polyák Lilla Radics Gigi                                   | Cotton Eye Joe                  | Kent Olander (Rednex) Annika Ljungberg  | 9            | 10         | 9             | 10              | 38       |              |
| 9                | Kocsis Tibor Muri Enikő Nagy Adri Vásáry André Veréb Tamás | Hello                           | Zak Julian Brandon (Shygys) Martin J.D. | 10           | 10         | 10            | 10              | 40       |              |

### 7. adás (október 23.)
A hetedik adásban a versenyzők egy szólóprodukcióval és egy duettprodukcióval léptek színpadra. A duettek során kapott pontszámot az előadók egyenként is megkapták.
- Közös produkció: Tears (Clean Bandit feat. Louisa Johnson)

| #                | Előadó                    | Dal               | Eredeti előadó               | Pontozás     | Pontozás   | Pontozás      | Pontozás        | Pontozás | Eredmény     |
| #                | Előadó                    | Dal               | Eredeti előadó               | Hajós András | Ábel Anita | Majoros Péter | Bereczki Zoltán | Összesen | Eredmény     |
| ---------------- | ------------------------- | ----------------- | ---------------------------- | ------------ | ---------- | ------------- | --------------- | -------- | ------------ |
| 1                | Muri Enikő                | Régi csibészek    | Kóbor János (Omega)          | 8            | 10         | 7             | 10              | 35       | Továbbjutott |
| 2                | Vásáry André              | What Do You Mean? | Justin Bieber                | 8            | 9          | 6             | 7               | 30       | Kiesett      |
| 3                | Kocsis Tibor              | La Donna È Mobile | Luciano Pavarotti            | 10           | 10         | 10            | 10              | 40       | Továbbjutott |
| 4                | Nagy Adri                 | Private Dancer    | Tina Turner                  | 9            | 9          | 9             | 9               | 36       | Továbbjutott |
| 5                | Polyák Lilla              | Crazy             | Seal                         | 7            | 7          | 7             | 7               | 28       | Párbajozott  |
| 6                | Veréb Tamás               | Tibi-tangó        | Psota Irén                   | 8            | 9          | 8             | 8               | 33       | Továbbjutott |
| Duett produkciók |                           |                   |                              |              |            |               |                 |          |              |
| 7                | Nagy Adri Kocsis Tibor    | Ebony and Ivory   | Paul McCartney Stevie Wonder | 10           | 10         | 9             | 10              | 39       |              |
| 8                | Polyák Lilla Vásáry André | Apuveddmeg        | Fluor (Wellhello) Diaz       | 8            | 9          | 7             | 9               | 33       |              |
| 9                | Muri Enikő Veréb Tamás    | The Prayer        | Céline Dion Andrea Bocelli   | 10           | 10         | 10            | 10              | 40       |              |

### 8. adás – elődöntő (október 30.)
A nyolcadik adásban a versenyzők két szólóprodukcióval léptek színpadra. Az egyik előadót a producerek és a szerkesztők választották a műsor eredeti szabályai szerint, a másik megformálandó énekest és annak előadandó dalát a négy zsűritag és a műsorvezető adta.
- Közös produkció: Fire (Király Viktor)

| ✔ | – A zsűritagok és a műsorvezető által választott előadó és dal |

| #  | Előadó       | Dal                         | Eredeti előadó                    | Pontozás     | Pontozás   | Pontozás      | Pontozás        | Pontozás | Eredmény     |
| #  | Előadó       | Dal                         | Eredeti előadó                    | Hajós András | Ábel Anita | Majoros Péter | Bereczki Zoltán | Összesen | Eredmény     |
| -- | ------------ | --------------------------- | --------------------------------- | ------------ | ---------- | ------------- | --------------- | -------- | ------------ |
| 1  | Polyák Lilla | Material Girl               | Madonna                           | 9            | 9          | 8             | 8               | 34       | Kiesett      |
| 7  | Polyák Lilla | Poison                      | Alice Cooper (✔)                  | 9            | 10         | 8             | 10              | 37       | Kiesett      |
| 2  | Muri Enikő   | A harmonikás                | Solymos Tóni (Express)            | 10           | 10         | 10            | 10              | 40       | Párbajozott  |
| 6  | Muri Enikő   | …Baby One More Time         | Britney Spears (✔)                | 8            | 9          | 8             | 8               | 33       | Párbajozott  |
| 3  | Veréb Tamás  | Sacrifice                   | Elton John                        | 9            | 9          | 9             | 9               | 36       | Továbbjutott |
| 8  | Veréb Tamás  | Yeah!                       | Usher (✔)                         | 10           | 10         | 10            | 10              | 40       | Továbbjutott |
| 4  | Nagy Adri    | Livin’ La Vida Loca         | Ricky Martin                      | 8            | 10         | 9             | 9               | 36       | Továbbjutott |
| 10 | Nagy Adri    | Marta’s Song                | Sebestyén Márta (Deep Forest) (✔) | 9            | 10         | 10            | 10              | 39       | Továbbjutott |
| 5  | Kocsis Tibor | Csak egy tánc volt          | Szécsi Pál                        | 10           | 10         | 9             | 10              | 39       | Továbbjutott |
| 9  | Kocsis Tibor | You Shook Me All Night Long | Brian Johnson (AC/DC) (✔)         | 10           | 9          | 9             | 9               | 37       | Továbbjutott |

### 9. adás – döntő: I. forduló (november 6.)
A kilencedik adásban a versenyzők egy szólóprodukcióval és a Sztárban sztár korábbi szériáinak egy-egy versenyzőjével alkotott duettel léptek színpadra. Az adás végén csak részeredményt hirdettek.
- Közös produkció: Stitches (Shawn Mendes)

| # | Előadó       | Dal                                            | Eredeti előadó(k)                   | Eredmény     |
| - | ------------ | ---------------------------------------------- | ----------------------------------- | ------------ |
| 1 | Veréb Tamás  | Feel This Moment (duett Nótár Mary-vel)        | Pitbull feat. Christina Aguilera    | 1. helyezett |
| 6 | Veréb Tamás  | Hagyd meg nekem a dalt!                        | Gáspár Laci                         | 1. helyezett |
| 2 | Nagy Adri    | Personal Jesus                                 | David Gahan (Depeche Mode)          | 3. helyezett |
| 7 | Nagy Adri    | Telephone (duett Nikával)                      | Lady Gaga feat. Beyoncé             | 3. helyezett |
| 3 | Kocsis Tibor | Cintányéros cudar világ (duett Csobot Adéllal) | Bajor Imre és Oszvald Marika        | 2. helyezett |
| 5 | Kocsis Tibor | If I Could Turn Back Time                      | Cher                                | 2. helyezett |
| 4 | Muri Enikő   | Cheap Thrills (duett Wolf Katival)             | Sean Paul feat. Sia                 | 4. helyezett |
| 8 | Muri Enikő   | Márti dala                                     | Pásztor Anna (Anna and the Barbies) | 4. helyezett |

- Extra produkció:

| Előadók                                                | Dal             | Eredeti előadók                                                |
| ------------------------------------------------------ | --------------- | -------------------------------------------------------------- |
| Homonnay Zsolt Kefir Mészáros Árpád Zsolt Vásáry André | Keresem a lányt | Rakonczai Imre Rakonczai Viktor (V.I.P.) Józsa Alex Rácz Gergő |

### 10. adás – döntő: II. forduló (november 13.)
A tizedik adásban a versenyzők egy szólóprodukcióval és egy vendégelőadóval alkotott duettel léptek színpadra.
- Közös produkció: This One’s For You (David Guetta ft. Zara Larsson)

| # | Előadó       | Dal                                               | Eredeti előadó            | Eredmény     |
| - | ------------ | ------------------------------------------------- | ------------------------- | ------------ |
| 1 | Kocsis Tibor | I Will Follow Him                                 | Whoopi Goldberg           | 2. helyezett |
| 8 | Kocsis Tibor | No roxa áj (duett Kis Grófóval)                   | Jolly                     | 2. helyezett |
| 2 | Veréb Tamás  | A csönd éve (duett Keresztes Ildikóval)           | Balázs Fecó               | 1. helyezett |
| 5 | Veréb Tamás  | Rock DJ                                           | Robbie Williams           | 1. helyezett |
| 3 | Muri Enikő   | Only Girl (In the World)                          | Rihanna                   | 4. helyezett |
| 6 | Muri Enikő   | Valami Amerika még (duett Csipával)               | Tóth Gabi                 | 4. helyezett |
| 4 | Nagy Adri    | Az éjjel soha nem ér véget (duett Betty Love-val) | Náksi Attila (Soho Party) | 3. helyezett |
| 7 | Nagy Adri    | Tölcsért csinálok a kezemből                      | Zalatnay Sarolta          | 3. helyezett |

- Extra produkciók:
  - a Sztárban sztár tánckarának előadása

| Előadók                                          | Dal      | Eredeti előalók  |
| ------------------------------------------------ | -------- | ---------------- |
| Király Linda Kozma Orsi Polyák Lilla Radics Gigi | An Angel | The Kelly Family |

A nézői szavazatok alapján a negyedik évadot Veréb Tamás nyerte, így övé lett a 2016-os „Magyarország legsokoldalúbb előadóművésze” cím. Az egymillió forintos nyereményösszeget a KézenFogva Alapítvány javára ajánlotta fel.

## Nézettség
A +4-es adatok a teljes lakosságra, a 18–59-es adatok a célközönségre vonatkoznak. A táblázat csak a TV2 által főműsoridőben sugárzott adások adatait mutatja.
| Epizód   | Vetítés              | Teljes lakosság (+4) | Teljes lakosság (+4) | Teljes lakosság (+4) | Célközönség (18–59) | Célközönség (18–59) | Célközönség (18–59) | Forrás |
| Epizód   | Vetítés              | AMR (fő)             | SHR (%)              | Heti helyezés        | AMR (fő)            | SHR (%)             | Heti helyezés       | Forrás |
| -------- | -------------------- | -------------------- | -------------------- | -------------------- | ------------------- | ------------------- | ------------------- | ------ |
| 1. adás  | 2016. szeptember 11. | 1 221 595            | 30,0                 | 1.                   | 543 287             | 25,7                | 1.                  | [ 5 ]  |
| 2. adás  | 2016. szeptember 18. | 1 295 244            | 30,4                 | 1.                   | 589 277             | 26,6                | 1.                  | [ 6 ]  |
| 3. adás  | 2016. szeptember 25. | 1 211 228            | 27,9                 | 1.                   | 610 185             | 26,2                | 1.                  | [ 7 ]  |
| 4. adás  | 2016. október 2.     | 1 249 128            | 26,7                 | 1.                   | 646 262             | 25,9                | 1.                  | [ 8 ]  |
| 5. adás  | 2016. október 9.     | 1 226 783            | 26,1                 | 1.                   | 619 840             | 24,2                | 2.                  | [ 9 ]  |
| 6. adás  | 2016. október 16.    | 1 335 382            | 29,2                 | 1.                   | 666 596             | 27,8                | 2.                  | [ 10 ] |
| 7. adás  | 2016. október 23.    | 1 125 685            | 23,8                 | 2.                   | 490 179             | 19,5                | 3.                  | [ 11 ] |
| 8. adás  | 2016. október 30.    | 1 085 569            | 25,0                 | 1.                   | 450 980             | 19,4                | 5.                  | [ 12 ] |
| 9. adás  | 2016. november 6.    | 1 377 169            | 28,6                 | 1.                   | 687 030             | 25,9                | 1.                  | [ 13 ] |
| 10. adás | 2016. november 13.   | 1 369 473            | 29,6                 | 1.                   | 647 786             | 25,1                | 1.                  | [ 14 ] |